# Petiveriaceae
Petiveriaceae je čeleď řádu hvozdíkotvarých (Caryophyllales), zahrnuje 13 druhů v 9 rodech. Její zástupci se vyskytují od jihu USA po Jižní Ameriku, dále na Antilách, v Austrálii, na Nových Hebridách a na Nové Kaledonii (rod Monococcus) . Petiveria alliacea (pro zápach po česneku známá jako „garlic weed“) je pěstována pro své obsahové látky, má využití v tradiční medicíně a obřadech původních obyvatel Latinské Ameriky a Západní Indie .

## Popis
Jedná se o byliny, případně dřeviny nebo liány. Květenství je hrozen nebo klas sestávající ze čtyřčetných květů (výjimku tvoří rod Seguieria, jejíž květy jsou pětičetné). Tyčinky 4, mohou být i vícečetné (tzv. polyandrie), uspořádané centrifugálně (zakládají se od středu květu). Blizna je řasnatá, gyneceum je tvořeno jedním plodolistem s jedním vajíčkem. Plodem je samara, tedy okřídlená nažka, nažka uzavřená v okvětí, nebo peckovice.

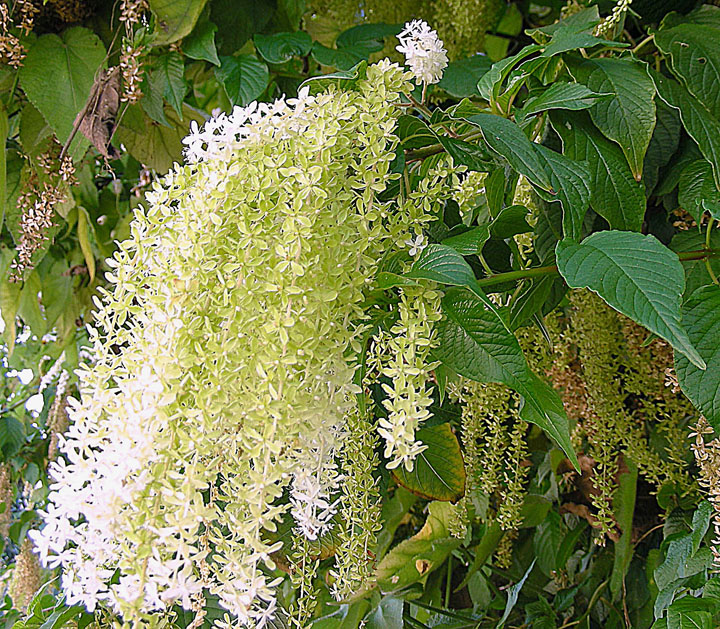
Květenství Ledenbergia seguierioides
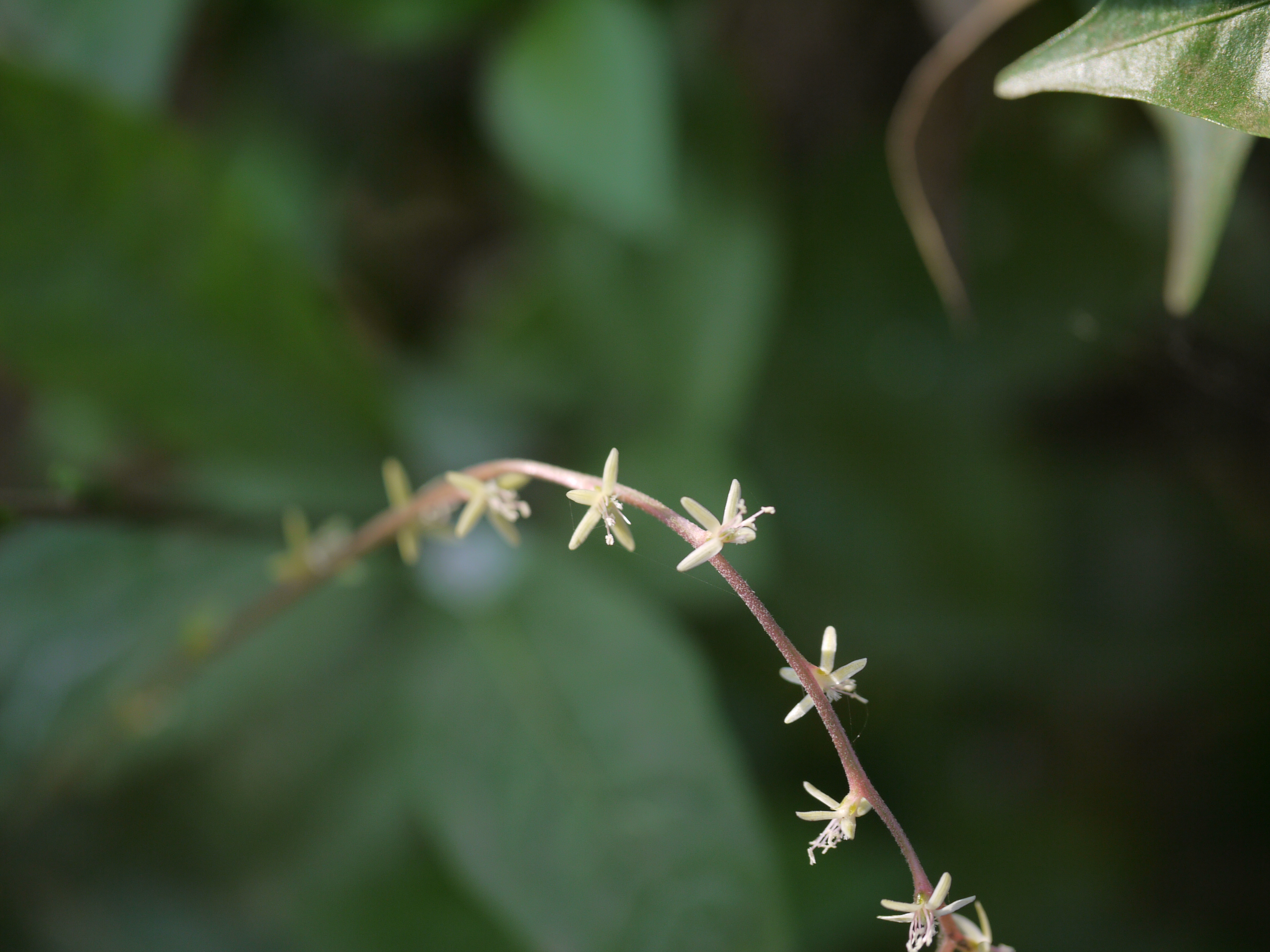
Detail květů Petiveria alliacea
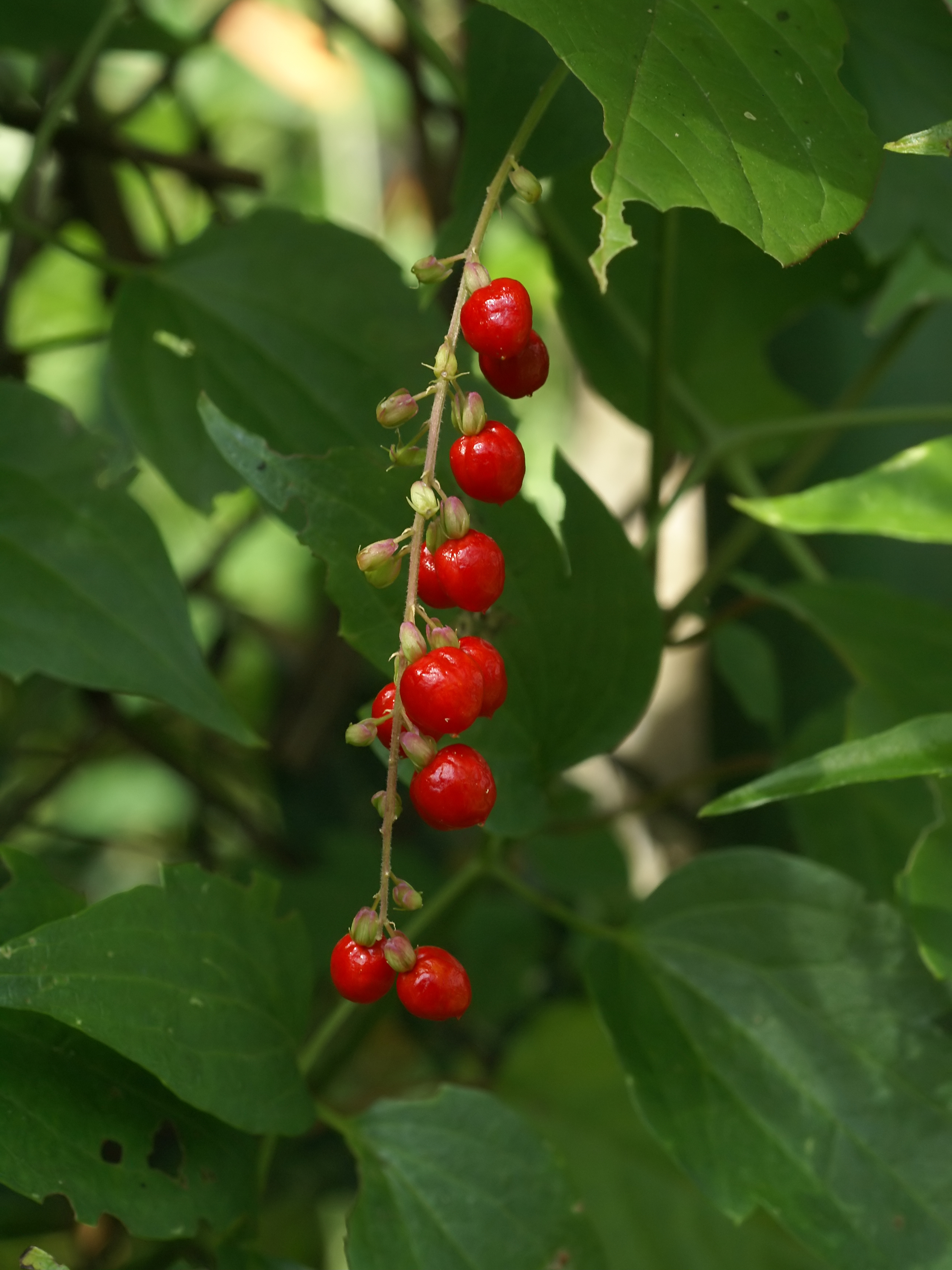
Plody Rivina humilis

## Taxonomie
Co se týče fylogenetické pozice, Petiveriaceae byly řazeny do líčidlovitých (Phytolaccaceae) jako podčeleď Rivinoideae, od vlastních líčidlovitých se však liší na embryologické úrovni a též rozdílnou stavbou pylu. Poslední výzkumy navíc ukazují, že tato skupina je sesterská nocenkovitým (Nyctaginaceae), proto ji byl v rámci zachování monofylie udělen status samostatné čeledi .